# Eurus
Eurus (także Wulturnus, łac. Eurus, Vulturnus, gr. Εὖρος Eúros) – w mitologii rzymskiej bóg i uosobienie wiatru wschodniego (lub południowo-wschodniego albo północno-wschodniego) i wschodniej strony świata.
Uosabiał silny, burzliwy wiatr. Był utożsamiany z greckim Eurosem.